# Leonard Adleman
Leonard Max Adleman (* 31. prosince 1945 San Francisco, Kalifornie, USA) je americký informatik a profesor informatiky a molekulární biologie. Společně s Ronaldem Rivestem a Adim Šamirem je autorem šifrovacího algoritmu RSA, za což dostali všichni tři Turingovu cenu za rok 2002.
Je také průkopníkem výpočtu algoritmů pomocí DNA jako výpočetního systému. V 1994 jako první demonstroval řešení hledání Hamiltonovské kružnice v grafu obsahujícím sedm bodů.